# João Morais Leitão
João António de Morais Silva Leitão, né le 4 septembre 1938 à Covilhã et mort le 18 février 2006 à Lisbonne, est un homme politique portugais membre du Parti populaire (CDS-PP).

## Biographie
Il est titulaire d'une licence en droit de l'université de Lisbonne et avocat depuis 1962.
En 1974, il fait partie des membres fondateurs du Centre démocratique et social (CDS). Il est nommé ministre des Affaires sociales le 3 janvier 1980 dans le gouvernement de coalition du Premier ministre libéral Francisco Sá Carneiro.
Élu député du district de Lisbonne à l'Assemblée de la République lors des élections législatives du 5 octobre suivant, il devient ministre des Finances et du Plan dans le premier gouvernement du libéral Francisco Pinto Balsemão le 9 janvier 1981.
Il est relevé de ses fonctions le 4 septembre suivant, puis est réélu au Parlement aux élections anticipées du 25 avril 1983. Il ne se représente pas en 1985, quitte la vie politique et reprend son activité d'avocat.